# Laurent Verbiest
 Laurent Verbiest, né le 16 avril 1939 à Ostende en Belgique et mort le 2 février 1966 dans la même ville, est un footballeur international belge qui joue au poste de défenseur.

## Biographie
Laurent Verbiest a débuté à l'AS Ostende avant de rejoindre le Sporting d'Anderlecht en 1960.
Il avait été surnommé Lorenzo le Magnifique à la suite de commentaires élogieux sur sa prestation lors d'un match contre un club argentin. Il a été considéré comme l'un des meilleurs libéros à son époque.
Il a fait très vite carrière en équipe de Belgique. Avec les Diables Rouges, il a joué 23 matches dont une fameuse rencontre amicale, Belgique-Pays-Bas (1-0) du 30 septembre 1964. Lors de ce match, après l'entrée de Jean Trappeniers en seconde mi-temps, le onze belge a été entièrement composé de joueurs d'Anderlecht. 
Mais Lorenzo est mort prématurément dans un accident de la route à Ostende, le 2 février 1966, alors qu'il n'avait pas 27 ans.

## Équipe nationale
- International belge A de 1960 à 1965 (23 sélections)
- Premier match international : 2 octobre 1960 : Belgique-Pays-Bas, 1-4.

## Palmarès
- Champion de Belgique en 1962, 1964, 1965 et 1966 avec le Sporting d'Anderlecht